# The Spirit Never Dies
The Spirit Never Dies — альбом, выпущенный 4 декабря 2009 года и состоящий из последних невыпущенных при жизни австрийского певца Фалько песен, ранее вышедших на альбоме Verdammt Wir Leben Noch ремиксованных треков, на которые накладывался вокал певца, а также трилогии о Джинни в виде песен «Jeanny Part I», «Coming Home (Ein Jahr Danach)» с альбомов Falco 3 и Emotional, а также абсолютно новой части трилогии «The Spirit Never Dies/Jeanny Final».
Это второй и последний диск с отвергнутыми ранее со стороны студий записями певца, первым был Verdammt Wir Leben Noch 1999 года.
Новыми треками на диске заявлены ##1-2, 5, 8-12. Трилогия о Джинни под номерами 3-5 с новой песней «The Spirit Never Dies/Jeanny Final» (хотя в 1990 году третьей песней о Джинни называлась выпущенная на диске Data de Groove песня «Jeanny Dry»), а также содержится созданный заново, из вокала певца в других песнях, компиляционный трек «Sweet Simphony».
Были сняты клипы на песни «Kissing in the Kremlin» и «The Spirit Never Dies/Jeanny Final», в последнем снялась бывшая невеста певца, канадская фотомодель Каролин Перрон. Песни были также отдельно выпущены как синглы, «Kissing In The Kremlin» не сумела попасть в чарты, в отличие от «The Spirit Never Dies/Jeanny Final».

## Список композиций
1. «Return To Forever» — 2:08
2. «Nuevo Africano» — 4:56
3. «Jeanny Part I» — 5:54
4. «Coming Home (Jeanny Part 2, ein Jahr danach) (Single Version)» — 5:31
5. «The Spirit Never Dies (Jeanny Final)» — 4:57
6. «Qué pasa hombre (2009 Mix)» — 4:41
7. «Poison (2009 Mix)» — 4:57
8. «Sweet Symphonie» — 4:24
9. «Kissing In The Kremlin» — 3:53
10. «Dada Love» — 4:27
11. «The Spirit Never Dies (Jeanny Final) (The Special Mix)» — 5:01
12. «Forever» — 2:18

|           | Максимальное место | Всего недель |
| --------- | ------------------ | ------------ |
| Австрия   | 1                  | 18           |
| Германия  | 3                  | 23           |
| Швейцария | 33                 | 14           |

|         |                                    | Максимальное место | Всего недель |
| ------- | ---------------------------------- | ------------------ | ------------ |
| Австрия | The Spirit Never Dies/Jeanny Final | 3                  | 12           |